# کینگستون، پوربک
کینگستون (به انگلیسی: Kingston) یک روستا در بریتانیا است که در کورف کاسل (ویلج) واقع شده‌است.